# Xanthoparmelia isidiovagans
Xanthoparmelia isidiovagans är en lavart som beskrevs av O. Blanco, A. Crespo, Divakar & Elix. Xanthoparmelia isidiovagans ingår i släktet Xanthoparmelia och familjen Parmeliaceae.   Inga underarter finns listade i Catalogue of Life.